# Cyrtopholis meridionalis
Cyrtopholis meridionalis là một loài nhện trong họ Theraphosidae.
Loài này thuộc chi Cyrtopholis. Cyrtopholis meridionalis được Eugen von Keyserling miêu tả năm 1891.